# Crocq (Creuse)
Crocq – miejscowość i gmina we Francji, w regionie Nowa Akwitania, w departamencie Creuse.
Według danych na rok 1990 gminę zamieszkiwały 674 osoby, a gęstość zaludnienia wynosiła 48 osób/km² (wśród 747 gmin Limousin Crocq plasuje się na 194. miejscu pod względem liczby ludności, natomiast pod względem powierzchni na miejscu 470.).

## Populacja

Populacja Crocq w latach 1962-2008